# 1930 în literatură
Anul 1930 în literatură a implicat o serie de evenimente și cărți noi semnificative. 

## Cărți noi
- Roxana de Gala Galaction
- Pădurea Virgină [A Selva], de Ferreira de Castro
- Der Mythus des 20. Jahrhunderts („Mitul secolului 20”), de Alfred Rosenberg
- Predica în pustiu, de Stelian Popescu
- Poezia lui Eminescu (critică), de Tudor Vianu
- Vicki Baum - Grand Hotel
- Pearl S. Buck - East Wind: West Wind
- John Dickson Carr - It Walks By Night
- Leslie Charteris - Enter the Saint
- Agatha Christie
  - Crimă la vicariat
  - The Mysterious Mr. Quin
  - Giant's Bread (as by Mary Westmacott)
- John Dos Passos - The 42nd Parallel
- William Faulkner - As I Lay Dying
- Rachel Field - Hitty, Her First Hundred Years
- Zona Gale - Bridal Pond
- Dashiell Hammett - The Maltese Falcon
- Hermann Hesse - Narcissus and Goldmund
- Georgette Heyer - Powder and Patch
- Sydney Horler - Checkmate
- Langston Hughes - Not Without Laughter
- Carolyn Keene - The Secret of the Old Clock
- Oliver La Farge - Laughing Boy
- D. H. Lawrence - The Virgin and the Gypsy
- W. Somerset Maugham - Cakes and Ale
- André Malraux - The Royal Way (La Voie Royale)
- André Maurois - Fattypuffs and Thinifers (Patapoufs et Filifers)
- George A. Moore
  - Aphrodite in Aulis
  - A Flood
- Vladimir Nabokov
  - The Defense
  - The Eye
- Irène Némirovsky - Le Bal
- Camil Petrescu - Ultima noapte de dragoste, întâia noapte de război (The Last Night of Love, the First Night of War)
- Watty Piper - The Little Engine That Could
- J. B. Priestley - Angel Pavement
- Ellery Queen - The French Powder Mystery
- Ayn Rand - Anthem
- Elizabeth Madox Roberts - The Great Meadow
- Joseph Roth - Job
- Arthur Ransome - Swallows and Amazons
- Dorothy L. Sayers
  - Strong Poison
  - The Documents in the Case (written with Robert Eustace)
- Upton Sinclair - Mental Radio
- Olaf Stapledon - Last and First Men
- Miguel de Unamuno - San Manuel Bueno, Mártir
- Hugh Walpole - Rogue Herries
- Evelyn Waugh - Vile Bodies
- Thornton Wilder - The Woman of Andros
- Philip Gordon Wylie - Gladiator

## Poezie
- Volumul Joc secund, (Editura Cultura Națională), de poetul Ion Barbu

## Premii
- Medalia Premiului NobelPremiul Nobel pentru Literatură: Sinclair Lewis (Statele Unite ale Americii)